# 丸のりパラビ
競馬予想 丸のりパラビ！（けいばよそう まるのりパラビ）はTBSアナウンサー・高野貴裕が競馬をもっと楽しみたいという熱い思いから立ち上げた競馬予想番組。
動画配信サービスParavi(パラビ)で配信されていた。

## 概要
TBSアナウンサー高野貴裕と伊東楓（当時）→高野貴裕と篠原梨菜が血統予想のパイオニア・亀谷敬正など著名競馬予想家たちと日曜日に行われる重賞競走について討論していく。
収録は原則毎週金曜日、亀谷が主宰の亀谷競馬サロンにて行う。
基本土曜夕方配信は重賞討論と各予想家の勝負レース。日曜朝配信では高野アナの重賞買い目、各予想家の勝負レース買い目を発表している。その他不定期で亀谷傘下の競馬予想塾のメンバー予想やダート予想家nigeの勝負レースを公開することがある。

## 配信日時
2019年9月28日（土）スタート、2021年9月終了
動画配信サービスParavi(パラビ)にて
毎週土曜日17時頃〜
毎週日曜日9時30分〜

## レギュラー出演者
- 高野貴裕（TBSアナウンサー）
- 篠原梨菜（TBSアナウンサー）
- 亀谷敬正

## 過去に出演した出演者
- 伊東楓（当時TBSアナウンサー）

## ゲスト予想家
- 荒井敏彦（東京スポーツ）
- 藤井真俊（東京スポーツ）
- 若原隆宏（東京中日スポーツ）
- TARO
- 山崎エリカ
- 鈴木麻優
- 半笑い

## SPゲスト
- ミカエル・ミシェル
- 三浦大輔

## 過去に出演した予想家
- 松中みなみ
- nige
- 坂上明大